# Алсира
Алсира (шп. Alcira) град је у Шпанији у аутономној заједници Валенсијанска Заједница у покрајини Валенсија. Према процени из 2017. у граду је живело 44 488 становника.

## Становништво
Према процени, у граду је 2017. живело 44 488 становника.
| 2017.  |
| ------ |
| 44.488 |

## Партнерски градови
- Корбеј Есон
- Onda
- Carlet